# Якоб II фон Баден
Якоб фон Баден (на немски: Jakob von Baden; * 6 юни 1471, замък Хоенбаден/Баден-Баден; † 27 април 1511, Кьолн) е принц и (титулар-)маркграф на Баден и от 1503 г. като Якоб II фон Баден архиепископ и курфюрст на Трир.

## Живот
Той е най-възрастният син на маркграф Кристоф I фон Баден (1453 – 1527) и Отилия фон Катценелнбоген (ок. 1451 – 1517).
От 1489 г. Якоб следва теология в Болоня и Рим. На 28 януари 1504 г. той е помазан за епископ и архиепископ.
На 27 април 1511 г. Якоб умира в Кьолн и е погребан първо в църквата „Св. Флорин“ в Кобленц. На 25 юни 1808 г. е преместен във фамилната гробница на Дом Баден.